# ميلاني كيلبيرن
ميلاني كيلبيرن (بالإنجليزية: Melanie Kilburn)‏ هي ممثلة بريطانية، ولدت في 16 مارس 1956 في برادفورد في المملكة المتحدة.

## وصلات خارجية
- ميلاني كيلبيرن على موقع IMDb (الإنجليزية)
- ميلاني كيلبيرن على موقع قاعدة بيانات الفيلم (الإنجليزية)